# Mălureni
Mălureni là một xã thuộc hạt Argeș, România. Dân số thời điểm năm 2002 là 4824 người.